# Sulamu (plaats)
Sulamu is een bestuurslaag in het regentschap Kupang van de provincie Oost-Nusa Tenggara, Indonesië. Sulamu telt 4642 inwoners (volkstelling 2010).